# قلعه هورگی
بقایای قلعه هورگی مربوط به سده‌های متاخر دوران‌های تاریخی پس از اسلام است و در شهرستان زنجان، بخش مرکزی، دهستان بوغدا کندی، ۵ کیلومتری شمال شرقی روستای گل بلاغی واقع شده و این اثر در تاریخ ۲۶ اسفند ۱۳۸۷ با شمارهٔ ثبت ۲۵۹۴۲ به‌عنوان یکی از آثار ملی ایران به ثبت رسیده است.